# Hardivillers-en-Vexin
Hardivillers-en-Vexin est une ancienne commune française située dans le département de l'Oise, en région Hauts-de-France.
Elle a fusionné le 1er janvier 2019 avec Boissy-le-Bois et Énencourt-le-Sec pour former la commune nouvelle de La Corne en Vexin, dont elle devient une commune déléguée.

## Géographie

### Localisation
Hardivillers-en-Vexin est un village rural situé sur le plateau du pays de Thelle, et non dans le Vexin comme son toponyme le laisse penser, à 23 km au sud-ouest de Beauvais.

### Hameaux et écarts
Hardivillers compte un hameau, Le Fayel Bocage.

## Toponymie
Le nom apparaît en 862 sous la forme Hardricovillare. Il s'agit d'un composé d'un nom d'homme germanique Hardric et du bas latin villare « écart, ferme, hameau », dérivé du latin villa. Hardric est formé de hard- « dur, fort » et de rîc- « puissant ».
L'appellation en-Vexin permet la distinction avec la commune d'Hardivillers du canton de Saint-Just-en-Chaussée. Elle se réfère à la région historique du Vexin, originellement territoire de la tribu gauloise des Véliocasses,.

## Histoire
Les restes d'un théâtre antique ont été retrouvés au lieu-dit la Chair à Loup, à côté d'une chapelle, en limite de la commune de Jouy-sous-Thelle. Une voie romaine de Paris à Beauvais via Petromantalum longeait l'actuel le territoire de la commune à cet endroit.
Le village, qui succédait à une villa gallo-romaine, a été détruit au cours de la guerre de Cent Ans et reconstruit plus à l'ouest.
La commune instituée lors de la Révolution française, a été fugacement intégrée à celle d'Énencourt-le-Sec de 1826 à 1833.
Hardivillers-en-Vexin a décidé de fusionner avec  Énencourt-le-Sec, et Boissy-le-Bois  pour former la commune nouvelle de La Corne en Vexin, ce qui a été fait par un arrêté préfectoral qui a pris effet le  1er janvier 2019, avec Énencourt-le-Sec pour chef-lieu.

## Politique et administration

### Rattachements administratifs et électoraux
Hardivillers-en-Vexin se trouve dans l'arrondissement de Beauvais du département de l'Oise. Pour l'élection des députés, elle fait partie depuis 1988 de la deuxième circonscription de l'Oise.
La commune faisait partie depuis 1793 du canton de Chaumont-en-Vexin. Dans le cadre du redécoupage cantonal de 2014 en France, elle reste intégrée à ce canton (qui passe de 37 à 73 communes) jusqu'à la fusion de 2019.

### Intercommunalité
Hardivillers-en-Vexin faisait partie de la communauté de communes du Vexin Thelle jusqu'à sa fusion de 2019.

### Liste des maires
| Période                                  | Période       | Identité          | Étiquette | Qualité                          |
| ---------------------------------------- | ------------- | ----------------- | --------- | -------------------------------- |
| Les données manquantes sont à compléter. |               |                   |           |                                  |
| mars 2001                                | décembre 2018 | Victor Grammatyka |           | Directeur d'établissement social |

| Période      | Période  | Identité          | Étiquette | Qualité                           |
| ------------ | -------- | ----------------- | --------- | --------------------------------- |
| janvier 2019 | En cours | Victor Grammatyka |           | Directeur d'établissement social) |

## Population et société

### Démographie
Évolution démographique
L'évolution du nombre d'habitants est connue à travers les recensements de la population effectués dans la commune depuis 1793. Pour les communes de moins de 10 000 habitants, une enquête de recensement portant sur toute la population est réalisée tous les cinq ans, les populations de référence des années intermédiaires étant quant à elles estimées par interpolation ou extrapolation. Pour la commune, le premier recensement exhaustif entrant dans le cadre du nouveau dispositif a été réalisé en 2005.

En 2016, la commune comptait 142 habitants, en évolution de +13,6 % par rapport à 2010 (Oise : +0,87 %, France hors Mayotte : +2,11 %).
| 1793 | 1800 | 1806 | 1821 | 1836 | 1841 | 1846 | 1851 | 1856 |
| ---- | ---- | ---- | ---- | ---- | ---- | ---- | ---- | ---- |
| 151  | 172  | 174  | 152  | 134  | 135  | 136  | 118  | 125  |

| 1861 | 1866 | 1872 | 1876 | 1881 | 1886 | 1891 | 1896 | 1901 |
| ---- | ---- | ---- | ---- | ---- | ---- | ---- | ---- | ---- |
| 138  | 124  | 138  | 140  | 112  | 112  | 116  | 105  | 89   |

| 1906 | 1911 | 1921 | 1926 | 1931 | 1936 | 1946 | 1954 | 1962 |
| ---- | ---- | ---- | ---- | ---- | ---- | ---- | ---- | ---- |
| 95   | 102  | 95   | 88   | 103  | 78   | 115  | 151  | 71   |

| 1968 | 1975 | 1982 | 1990 | 1999 | 2005 | 2006 | 2010 | 2015 |
| ---- | ---- | ---- | ---- | ---- | ---- | ---- | ---- | ---- |
| 73   | 54   | 62   | 100  | 129  | 130  | 130  | 125  | 143  |

| 2016 | - | - | - | - | - | - | - | - |
| ---- | - | - | - | - | - | - | - | - |
| 142  | - | - | - | - | - | - | - | - |

Pyramide des âges en 2007
La population de la commune est relativement jeune. Le taux de personnes d'un âge supérieur à 60 ans (15,4 %) est en effet inférieur au taux national (21,6 %) et au taux départemental (17,5 %).
Contrairement aux répartitions nationale et départementale, la population masculine de la commune est supérieure à la population féminine (52,3 % contre 48,4 % au niveau national et 49,3 % au niveau départemental).
La répartition de la population de la commune par tranches d'âge est, en 2007, la suivante :
- 52,3 % d’hommes (0 à 14 ans = 19,1 %, 15 à 29 ans = 14,7 %, 30 à 44 ans = 25 %, 45 à 59 ans = 25 %, plus de 60 ans = 16,2 %) ;
- 47,7 % de femmes (0 à 14 ans = 27,4 %, 15 à 29 ans = 12,9 %, 30 à 44 ans = 21 %, 45 à 59 ans = 24,2 %, plus de 60 ans = 14,5 %).

| Hommes | Classe d’âge | Femmes |
| ------ | ------------ | ------ |
| 0,0    | 90 ans ou +  | 0,0    |
| 1,5    | 75 à 89 ans  | 1,6    |
| 14,7   | 60 à 74 ans  | 12,9   |
| 25,0   | 45 à 59 ans  | 24,2   |
| 25,0   | 30 à 44 ans  | 21,0   |
| 14,7   | 15 à 29 ans  | 12,9   |
| 19,1   | 0 à 14 ans   | 27,4   |

| Hommes | Classe d’âge | Femmes |
| ------ | ------------ | ------ |
| 0,2    | 90 ans ou +  | 0,8    |
| 4,5    | 75 à 89 ans  | 7,1    |
| 11,0   | 60 à 74 ans  | 11,5   |
| 21,1   | 45 à 59 ans  | 20,7   |
| 22,0   | 30 à 44 ans  | 21,6   |
| 20,0   | 15 à 29 ans  | 18,5   |
| 21,3   | 0 à 14 ans   | 19,9   |

### Enseignement
Les enfants du village sont scolarisés, en 2016, par un regroupement pédagogique intercommunal (RPI) qui regroupe Bachivillers — qui héberge la cantine ainsi que le service périscolaire, et accueille les deux tiers des 138 élèves concernés — Boissy-le-Bois, Énencourt-le-Sec, Hardivillers-en-Vexin et Thibivillers.

## Culture locale et patrimoine

### Lieux et monuments
- L'église Saint-Germain, située au centre du cimetière, dédicacée en 1519[1]. Elle était ornée d'une Vierge à l'enfant en bois sculpté et peint de la fin du XIII e ou du XIVe siècle, qui été déposée au MUDO - Musée de l'Oise de Beauvais après des cambriolages de l'église[13].
- Pigeonnier du XVIIIe siècle[14]

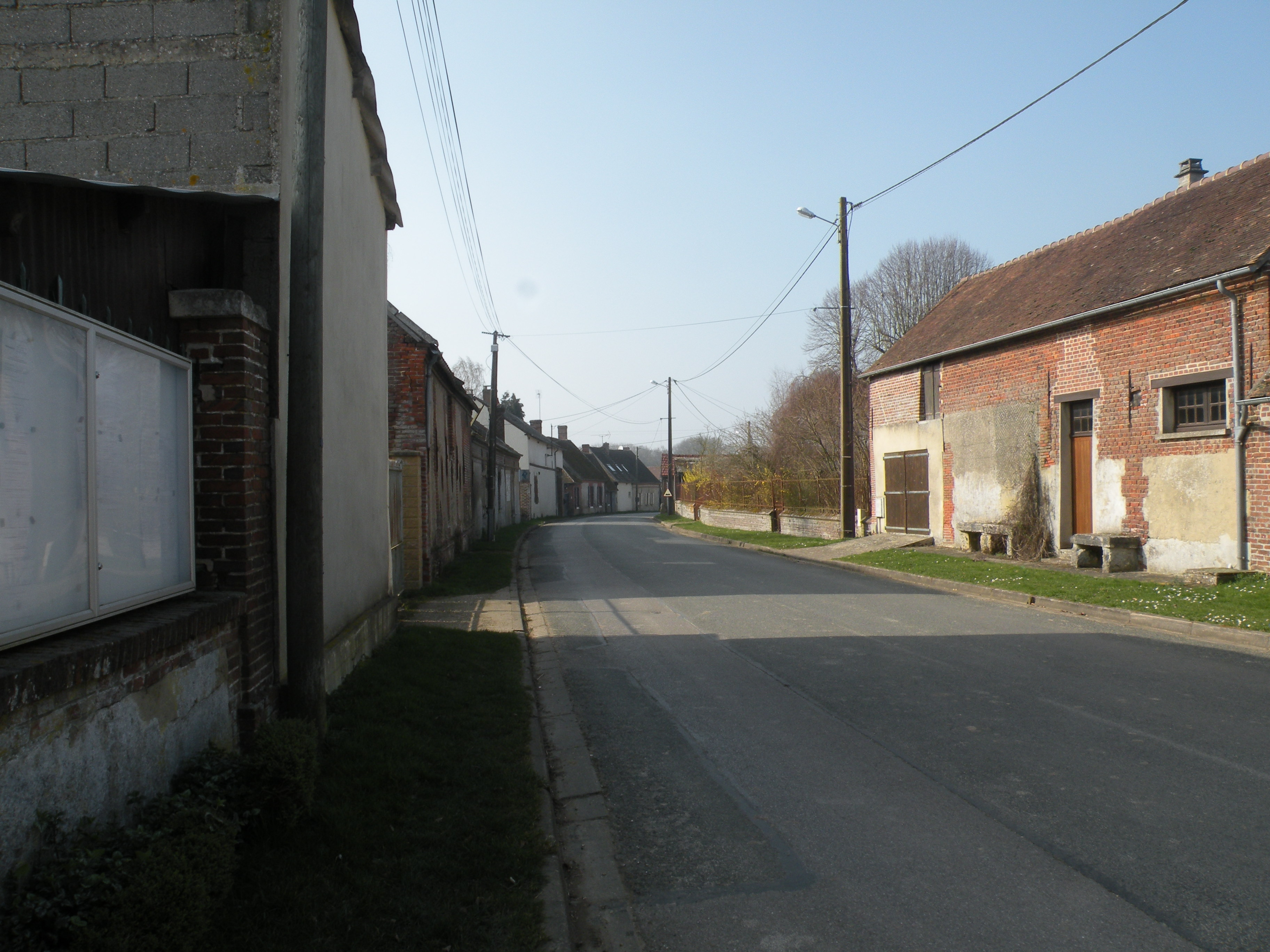
Une rue du village.
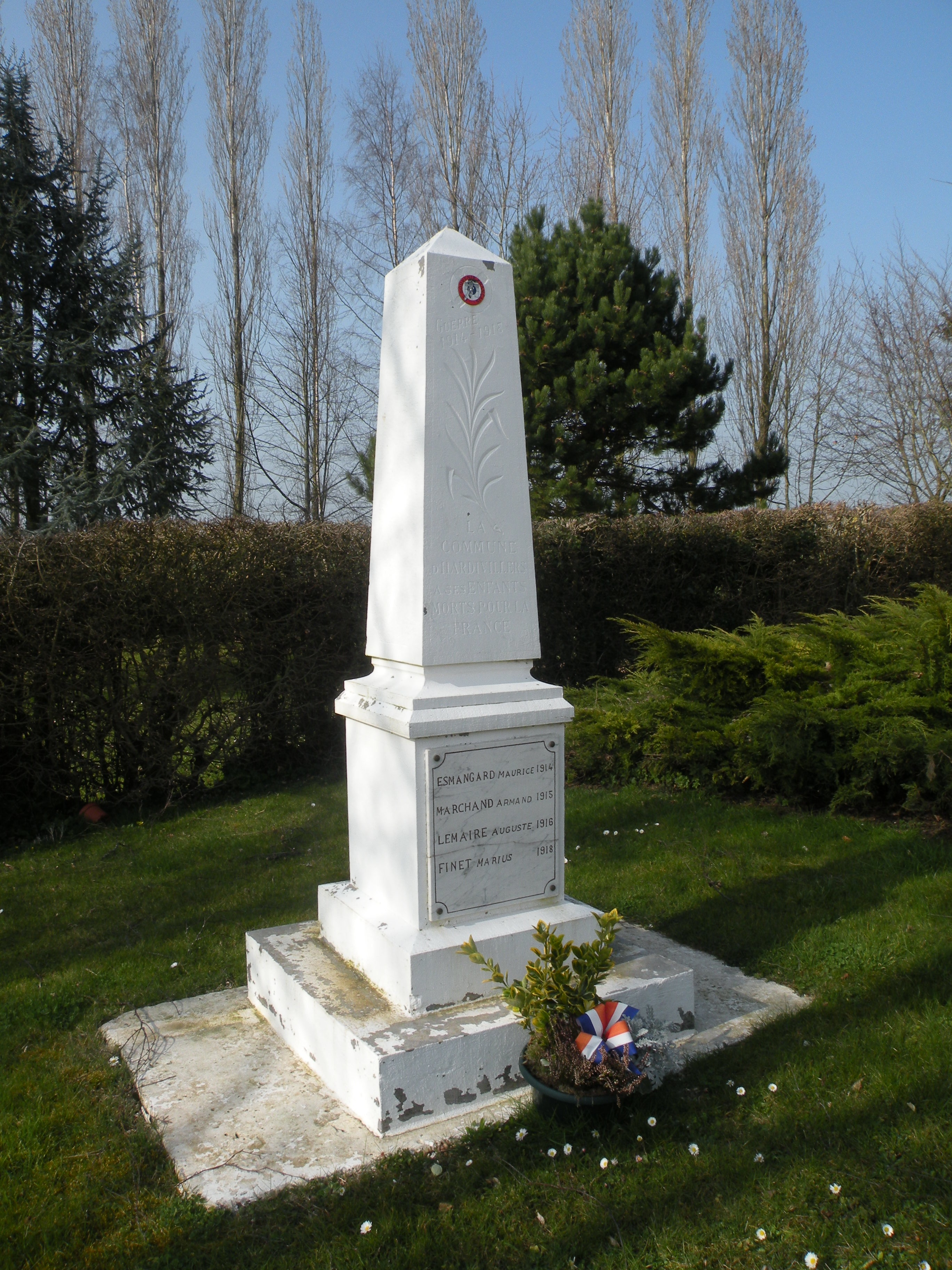
Monument aux morts.
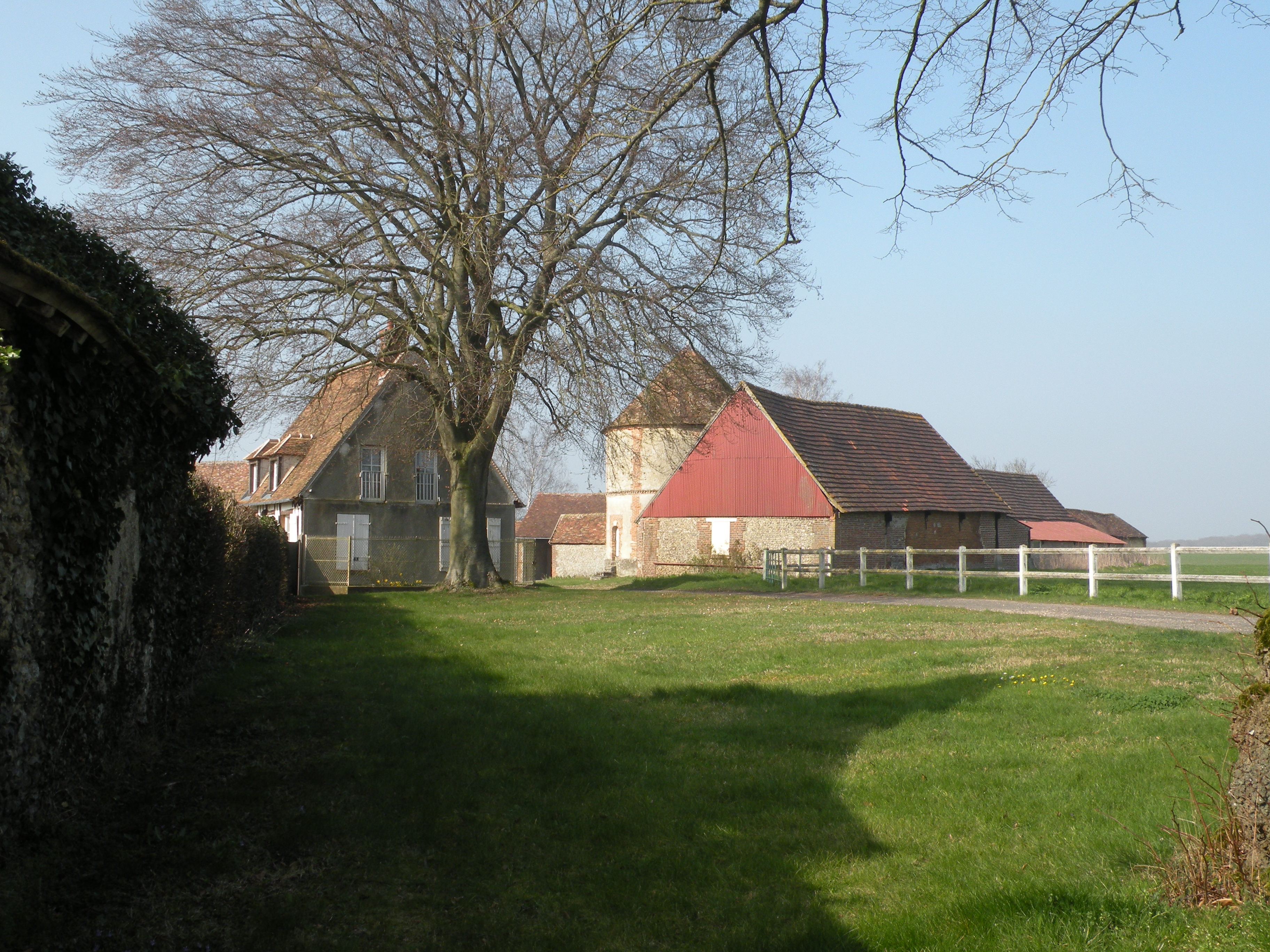
Ancienne ferme seigneuriale et son pigeonnier.
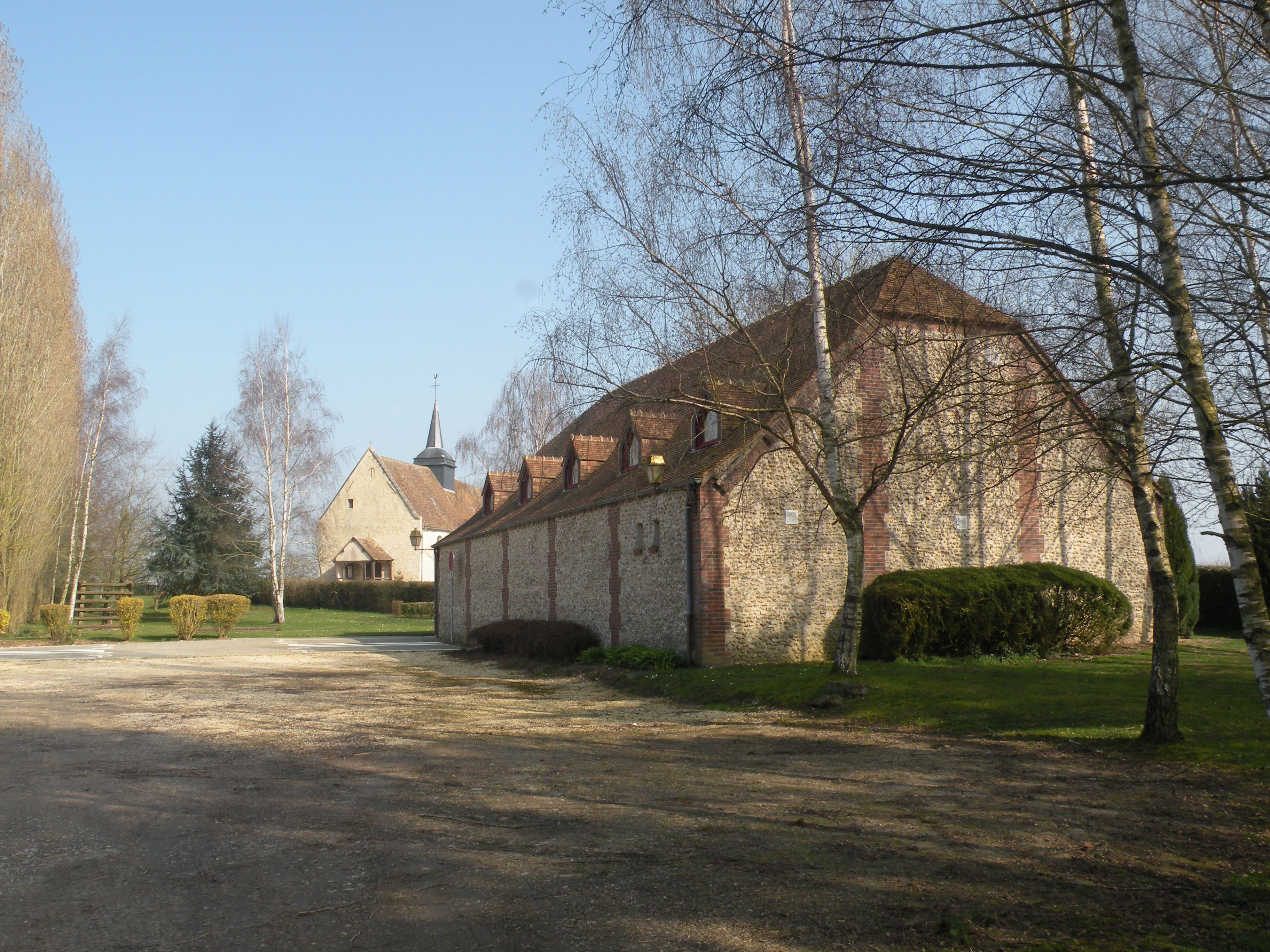
Salle communale et église.
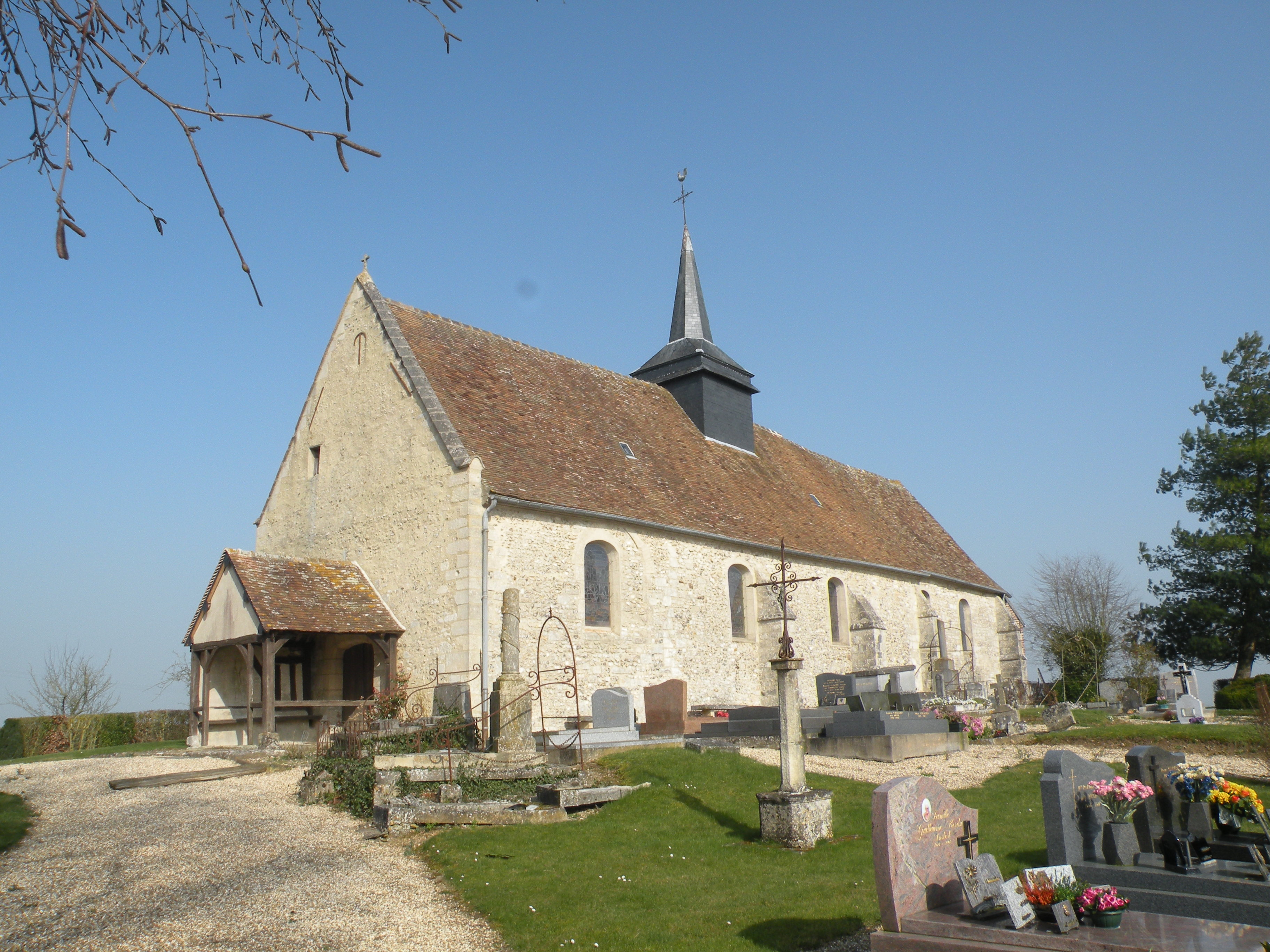
L'église
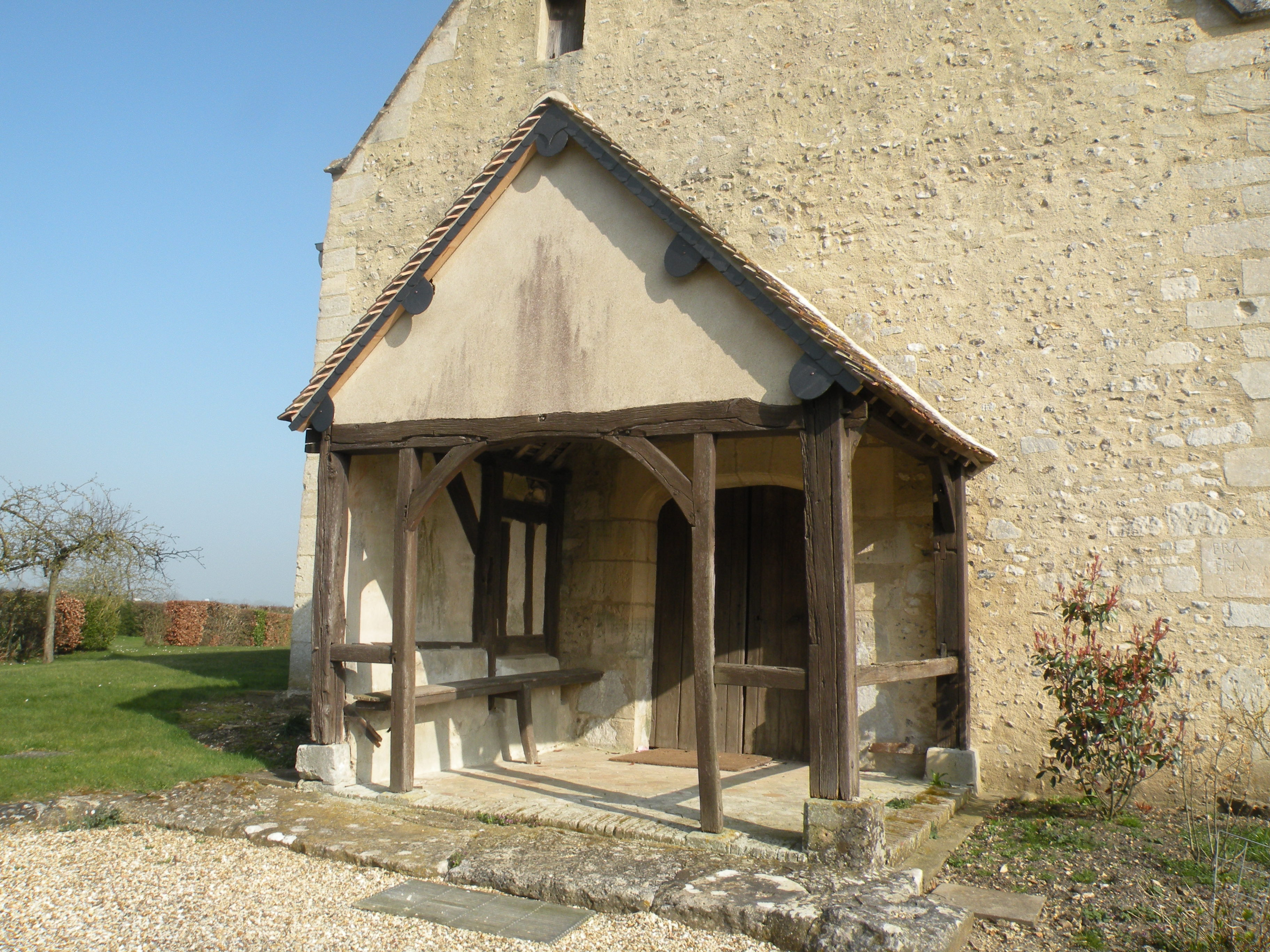
Porche de l'église
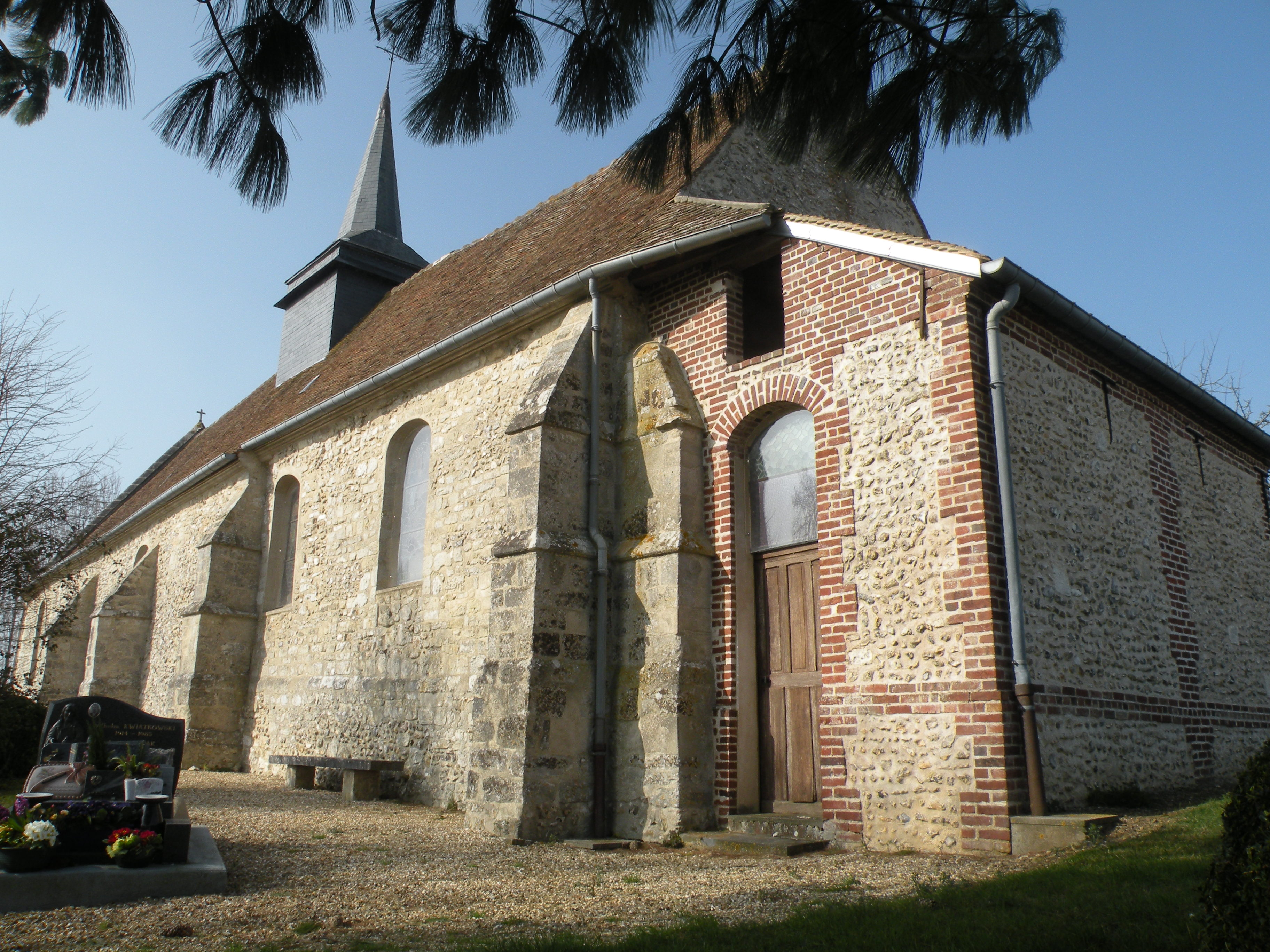
Côté de l'église
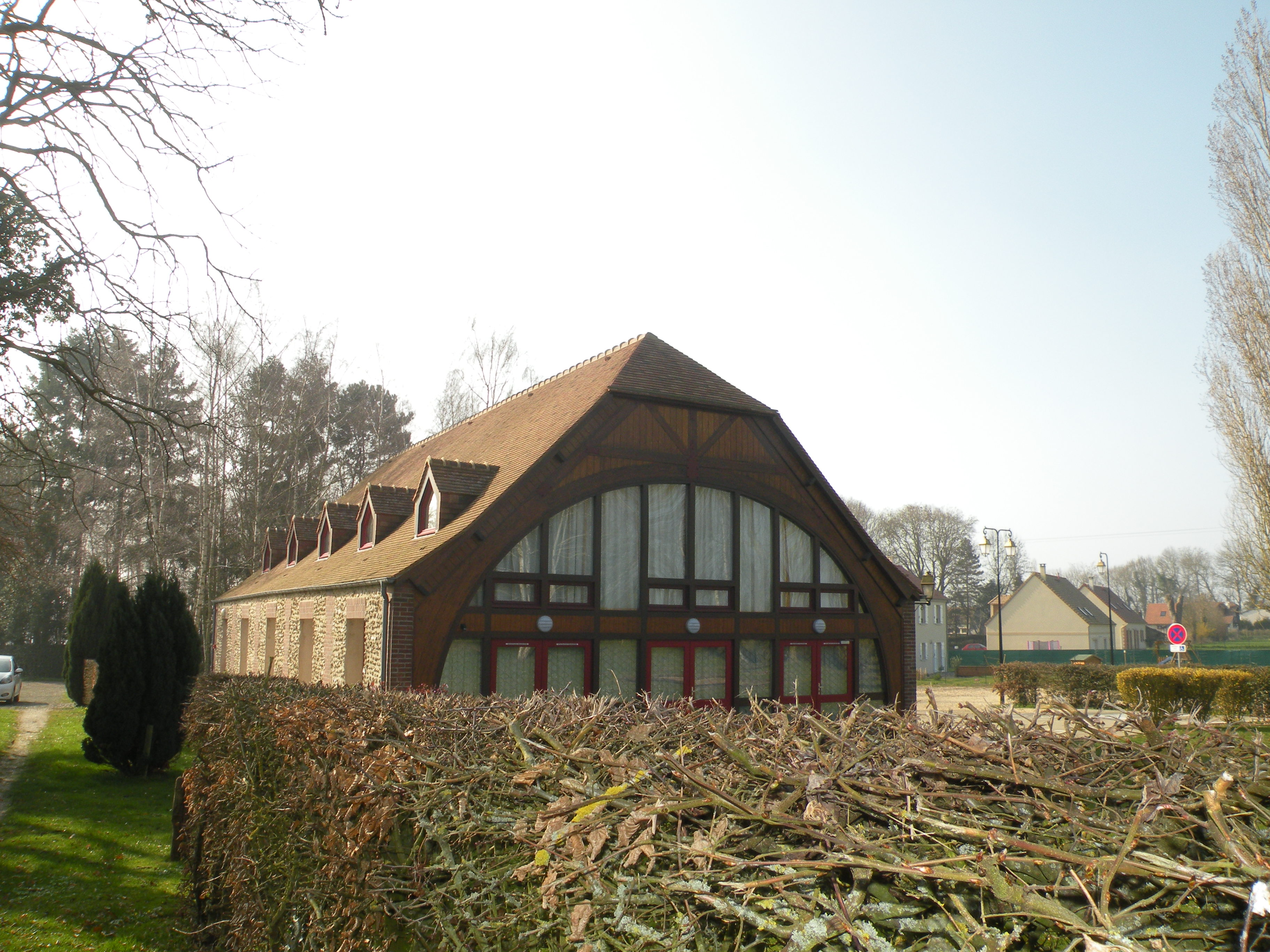
Façade de la salle communale.

### Personnalités liées à la commune
- Philippe Avron, acteur de cinéma et de théâtre est inhumé dans le cimetière de la commune.